# Physalacria bambusae
Physalacria bambusae är en svampart som beskrevs av Franz von Höhnel 1909. Physalacria bambusae ingår i släktet Physalacria och familjen Physalacriaceae.   Inga underarter finns listade i Catalogue of Life.